# تپه ورمله
تپه ورمله مربوط به هزاره اول قبل از میلاد - دوره اشکانیان است و در شهرستان کوهدشت، بخش مرکزی، دهستان کوهدشت شمالی، ۸۰۰ متری شمال روستای سربرزه واقع شده و این اثر در تاریخ ۲۸ اسفند ۱۳۸۵ با شمارهٔ ثبت ۱۸۸۰۹ به‌عنوان یکی از آثار ملی ایران به ثبت رسیده است.